# 元宝山街道
元宝山街道，是中华人民共和国河北省承德市双滦区下辖的一个乡镇级行政单位。

## 行政区划
元宝山街道下辖以下地区：
元宝山社区、东园社区、北园社区、御祥园社区、荣信社区、双安社区和枫林绿洲社区。